# Bionicle: Mask of Light
Bionicle: Mask of Light è il primo film della serie Bionicle, prodotta dalla LEGO. Il film è uscito il 16 settembre 2003.

## Trama
Il grande saggio Turaga Vakama, ancora una volta, racconta le leggende Bionicle, di come l'isola di Mata Nui abbia offerto ai pacifici Matoran le Tre Virtù - Unità, Dovere, Destino - e di poi, come sia stato tradito dal malvagio fratello Makuta, e di come sia caduto nel suo sonno. La scena si sposta sul Matoran Jaller in cerca del suo migliore amico Takua, detto il Cronista. Lo troviamo in una caverna con l'animale Pewku, intento ad osservare un antico Totem. Preso dalla curiosità, Takua attraversa il fiume di lava e prende il Totem, che improvvisamente scatena un terremoto e una cascata di lava. Tutto sotto gli occhi di Jaller appena arrivato sulla scena. Occorre a salvare Takua Toa Tahu, che, dopo aver scoperto la maschera kanohi grazie ai due matoran, gli consiglia di mostrarla ai Turaga, non prima di aver disputato la prima partita del Kohlii a Ta-Koro. I due perdono, ma, accidentalmente, durante l'inchino finale a Jaller la Maschera cade dallo zaino, sotto lo sgomento di tutti. Takua tenta di indirizzare la maschera verso Jaller, il quale fa lo stesso. Quando, Takua volge nuovamente la maschera verso l'amico questa lo illumina.
I saggi Turaga, dopo averla esaminata e tradotte le incisioni sul retro, grazie al potere di Turaga Nokama, annunciano che quella era la Maschera della Luce, una maschera destinata ad essere indossata solo dal settimo Toa. Takua avrebbe dovuto esserne l'araldo, ma affida il compito a Jaller.
I due Matoran, Jaller e Takua, intraprendono un viaggio alla ricerca del settimo Toa attraverso Mata Nui. Il villaggio di fuoco, Ta-Koro, viene evacuato prima di essere distrutto dai malvagi Rahkshi Panrahk, Guurahk e Lerahk. Tahu, combattendo contro quest'ultimo, viene ferito e si procura un evidente taglio verde (segno del veleno di Lerahk). Intanto i due Matoran, mentre viaggiano per l'isola, incontrano il Toa protettore di ogni zona, che li aiuta e li protegge dagli attacchi dei "figli di Makuta". Il primo che incontrano è Lewa, il Toa dell'Aria, che dopo averli accompagnati per parte del viaggio offrendo loro un uccello Gukko, sfortunatamente ode i tamburi di Le-Koro, portatori di brutte notizie. Il Toa infatti viene a conoscenza che Ta-Koro, il villaggio del fuoco è stato attaccato dai Rahkshi. Lewa è costretto a raggiungere gli altri due Toa. Incontrano anche Kopaka, il Toa del Ghiaccio, che dopo un attacco dei Rahkshi, riesce a congelarli in un lago. Takua e Jaller quindi proseguono il cammino, e, attraversando una grotta, il Cronista si distrae per un attimo e viene chiamato da Makuta con una voce sinistra e profonda che si vedono solo i suoi occhi rossi, il quale gli chiede di lasciargli la maschera o i suoi amici periranno. Lui rifiuta, anche se decide di rinunciare a viaggiare con Jaller, e si avvia verso Onu-Koro con Pewku. Proprio in quel momento nel villaggio della terra, Toa Pohatu avvisa Onua, il Toa della Terra, e gli Onu-matoran che la Maschera della Luce è stata trovata. Takua arriva in quel preciso istante, raccontando che si era diviso da Jaller dopo essere stato attaccato dai Rahkshi. Come evocati, ne appaiono altri tre: Vorahk, Turahk e Kurahk, i quali vengono messi in difficoltà dall'arrivo di tutti i Toa. Tahu è quello che si dà più da fare. Purtroppo però viene infettato da Turahk, e quindi attacca Gali. Kopaka è costretto a congelare il fratello, che Gali, Lewa e Kopaka riescono a curare, anche se con difficoltà. Pohatu ed Onua sono riusciti a sotterrare i malvagi Rahkshi sotto dei enormi massi, ma anche loro sono stati colpiti, anche se lievemente.
Takua, scappando, capisce di aver sbagliato e raggiunge Jaller, il quale viene salvato dall'amico quando stava per cadere in un dirupo, perdendo così la maschera. Takua avvisa Jaller che vi sono altri 3 Rahkshi e che quindi devono sbrigarsi. I due Matoran arrivano a Kini-Nui, il grande tempio dedicato a Mata-Nui al centro dell'isola. A questo punto Il Cronista scuote la maschera, dalla quale viene sparato un raggio di luce che rompe un pezzo dell'enorme statua posta davanti a loro. I due purtroppo si trovano davanti a tutti i sei Rahkshi. All'improvviso arrivano in loro soccorso i sei Toa. Riescono a sconfiggere quasi tutti i Rahkshi, tranne Turahk, il quale sta per attaccare Takua. Jaller, per salvare la vita a Takua, viene colpito e muore sotto i suoi occhi disperati. A questo punto Takua indossa la Maschera della Luce, o Avohkii, e diventa Takanuva, il Toa della Luce. Sconfigge Turahk e trasforma l'enorme statua, che rappresentava la Hau di Mata-Nui nella maschera di Takua. Utilizzando le parti delle armature dei Rahkshi, ormai sconfitti, crea un veicolo chiamato Ussanui, che lo guiderà fino al covo di Makuta. Una volta arrivato nel covo, il Signore delle Ombre sfida il nuovo Toa ad una partita di Kohlii, cosicché una volta vinta, Takanuva potrà aprire la porta che si crede serva per risvegliare Mata-Nui. Nel frattempo Hahli, una Ga-Matoran amica di Jaller, convince i Toa e i Turaga a scendere per dare manforte al Toa della Luce. Alla fine della battaglia Takanuva si scaglia su Makuta e i due cadono in una vasca di Protodermis, fondendosi così in un essere chiamato TakutaNuva. Costui, dopo aver usato parte della propria energia vitale per resuscitare Jaller, aiuta i Toa Nuva e i Turaga ad arrivare in una camera, ma muore, sorreggendo una porta per impedire di cadere sopra gli sventurati. I sei, con l'aiuto dei turaga dell'isola, riescono ad aprire una nuova via per una nuova isola, e, posizionando la maschera della Luce nel punto esatto, riescono a resuscitare Takanuva, mentre Makuta sembra sconfitto per sempre.

## Accoglienza
Entertainment Weekly ha votato il film con un "B+", chiamandolo "un'avventura in CGI ben costruita" lodandone la storia, gli effetti e le sequenze dinamiche. Don Houston di DVDTalk ha accolto positivamente il film e i suoi contenuti aggiuntivi, lodandone le visuali rispetto ad altri film di questo tipo, e il doppiaggio, ma anche criticandone l'affidabilità sull'anticipo sulle storie precedenti di Bionicle. Sci Film.org ne ha lodato le grafiche e le visuali, ma l'ha ritenuto troppo breve. Jules Faber di Digital Views Daily ne ha ritenuto la storia ben progettata per tutte le età, e ne ha lodato l'audio e anche le visuali, nonostante alcune animazioni poco piacevoli e alcuni effetti ambientali mal fatti. Sia Houston che Faber ne hanno notato gli omaggi ad altri film ben noti, come Il Signore degli Anelli, I predatori dell'arca perduta, e le opere di Ray Harryhausen.